# Josh Anderson (baseball)
Pour les articles homonymes, voir Josh Anderson et Anderson.
Joshua Aaron Anderson (né le 10 août 1982 à Somerset, Kentucky, États-Unis) est un joueur de baseball qui évolue en Ligue majeure de 2007 à 2009 au poste de voltigeur.

## Biographie

### Carrière scolaire et universitaire
Après des études secondaires à la Pulaski County High School de Somerset (Kentucky), Josh Anderson suit des études supérieures à l'Eastern Kentucky University où il porte les couleurs des Colonels. Il enregistre une moyenne au bâton de 0,363 en 2002 et de 0,447 2003 en NCAA. Il compte également 57 bases volés, record national en NCAA en 2003 et est désigné MVP de Ohio Valley Conference cette année-là. Il est introduit au Hall of Fame de l'Eastern Kentucky University en 2009.

### Carrière professionnelle
Anderson est drafté le 3 juin 2003 par les Astros de Houston au quatrième tour de sélection. 
Il passe cinq saisons en Ligues mineures, jouant successivement pour les Tri City ValleyCats (A, 2003), les Lexington Legends (A, 2004), la Salem Avalanche (A+, 2004), les Corpus Christi Hooks (AA, 2005-2006) et les Round Rock Express (AAA, 2007). Appelé dans l'effectif actif des Astros en septembre 2007, il fait ses débuts en Ligue majeure le 2 septembre 2007.
Il est échangé aux Braves d'Atlanta le 16 novembre 2007 contre Oscar Villarreal. 
Anderson est transféré chez les Tigers de Détroit le 30 mars 2009.
Le 30 juillet 2009, il passe aux Royals de Kansas City contre une compensation financière.

## Statistiques
En saison régulière
| Statistiques de frappeur |             |     |     |    |     |    |    |    |     |    |      |
| Saison                   | Équipe      | J   | AB  | R  | H   | 2B | 3B | HR | RBI | SB | BA   |
| 2007                     | Houston     | 21  | 67  | 10 | 24  | 3  | 0  | 0  | 11  | 1  | .358 |
| 2008                     | Atlanta     | 40  | 136 | 21 | 40  | 7  | 1  | 3  | 11  | 1  | .358 |
| 2009                     | Détroit     | 74  | 165 | 22 | 40  | 4  | 4  | 0  | 16  | 13 | .242 |
| 2009                     | Kansas City | 44  | 118 | 20 | 28  | 3  | 0  | 1  | 8   | 12 | .237 |
| Totaux                   | Totaux      | 179 | 486 | 73 | 132 | 17 | 5  | 4  | 47  | 36 | .272 |

Note: J = Matches joués; AB = Passages au bâton; R = Points; H = Coups sûrs; 2B = Doubles; 
3B = Triples; HR = Coup de circuit; RBI = Points produits; SB = buts volés; BA = Moyenne au bâton 